# Lamprotornis nitens
Lo storno splendente del Capo (Lamprotornis nitens (Linnaeus, 1766)) è un uccello passeriforme della famiglia Sturnidae, diffuso in Africa australe.

## Distribuzione e habitat
Questa specie è presente in Angola, Botswana, Swaziland, Gabon, Lesotho, Mozambico, Namibia, Sudafrica, Zambia e Zimbabwe.
Il suo habitat è la savana, ma è possibile osservarlo anche sul limitare dei boschi, in prossimità di corsi d'acqua e nelle aree coltivate.